# Варвинский район
Ва́рвинский райо́н (укр. Варвинський район) — упразднённая административная единица на юго-востоке Черниговской области Украины. Административный центр — посёлок городского типа Варва.

## История
В 1923 году был образован Варвинский район. 10 сентября 1959 года к Варвинскому району был присоединён Сребнянский район. Упразднён 30 декабря 1962 года, восстановлен 8 декабря 1966 года. 17 июля 2020 года в результате административно-территориальной реформы район вошёл в состав Прилукского района.

## Характеристика района

### Административно-территориальное деление
Район граничит с Прилуцким и Сребнянским районами, а также Полтавской и Сумской областьями. Всего на территории района расположено 30 населённых пунктов (по данным на 01.01.2006 г.): 1 пгт (Варва) и 29 сёл. Район состоит из 1 поселкового совета и 14 сельских советов.
См. статью: Список населённых пунктов Варвинского района

### География
Максимальная точка — 181 м, средняя высота — 120—160 м. Леса расположены очагами по всему району. Удай — крупнейшая река района. Она протекает по северной и северо-западной части границы. Близь лежащие земли к реке заболочены и местами лесистые.
Природно-заповедный фонд Варвинского района представлен 9 природоохранными объектами местного значения — заказники (7 гидрологических, 2 ботанических). Крупнейшие объекты: Антоновский гидрологический заказник площадью 704 га и гидрологический заказник Поливщина — 577 га.

### Транспорт
В Варвинском районе нет железных дорог. Ближайшая ж/д станция расположена в Прилуках в 26 км от районного центра. Через район проходит региональная дорога Т-2530.

### Экономика
Варва — единственный крупный промышленный центр района. Ведущая промышленность — топливная (газоперерабатывающая), пищевая (отрасли — маслосыродельная и молочная). На территории района в селе Гнединцы расположен Гнединский газоперерабатывающий завод. Аграрный сектор представлен мясо-молочным скотоводством, свиноводством, культивацией зерновых культур и сахарной свеклы. На территории района добывают нефть, природный газ и торф. Действуют сельскохозяйственные предприятия, одно предприятие обувной отрасли (Варва) и пищевой промышленности — Варвинский маслосыродельный завод.

## Археология
В районе расположен ряд археологических памятников:
| Археологический памятник                                | Количество | Местонахождение |
| ------------------------------------------------------- | ---------- | --------------- |
| Поселения эпохи палеолита                               | 1          | Журавка         |
| Поселения эпохи бронзы                                  | 1          | Макеевка        |
| Поселения ранних славян черняховской культуры 2—6 вв.   | 1          | Журавка         |
| Курганы с погребениями скифских времён 7—2 вв. до н. э. | 2          | Брагинцы, Варва |
| Летописные города периода Киевской Руси                 | 1          | Варва           |
| Поселения периода Киевской Руси                         | 1          | Варва           |